# Angelo Del Favero
Angelo Del Favero (Crocetta del Montello, 8 gennaio 1952 – Brescia, 28 settembre 2001) è stato un calciatore italiano, di ruolo difensore.

## Biografia
La sua figura è legata principalmente alla Salernitana, di cui fu capitano ed è tuttora il difensore ad aver segnato più gol, e alla Torres, con la quale concluse la carriera.
Morì il 28 settembre 2001, all'età di 49 anni, per un infarto miocardico, fortemente debilitato da tre arresti cardiaci che l'avevano colpito qualche settimana prima e che avevano procurato danni irreparabili al cervello. Nel febbraio dello stesso anno si era sottoposto ad un trapianto di cuore.
Il 9 luglio 2004 fu giocato un triangolare commemorativo nello stadio della Torres, che Del Favero aveva calcato per l'ultima volta nel maggio del 2000 per partecipare alla festa della seconda promozione della squadra di casa in Serie C1. Il 7 ottobre 2001, prima della partita contro il Taranto, fu osservato un minuto di raccoglimento in sua memoria.

## Carriera

### Giocatore
Cresciuto nelle giovanili del Fossalta di Piave, si trasferì nel 1969 al Brescia, dove raccolse le sue uniche presenze nella Serie B, 44 tra il 1971 ed 1974.
Lasciato il Brescia, si trasferì nella Mestrina. Giocò in seguito con Paganese, dove vinse un campionato di Serie C2, e Salernitana, con 132 presenze in campo e 16 reti segnate. In occasione di un derby disputato nel 2010 tra Salernitana e Paganese, le due tifoserie, pur storicamente rivali, scelsero di ricordarlo insieme con un applauso.
Si trasferì successivamente al Venezia, poi al Casale e nel 1986, all'età di quasi 35 anni, alla Torres, dove ritrovò il tecnico Lamberto Leonardi col quale aveva già lavorato a Salerno. Con la squadra sarda prese parte a 124 incontri, l'ultimo dei quali il 3 giugno del 1990, vinto per 2-0 contro l'Ischia, che valse la salvezza.

### Allenatore
Conclusa la carriera da calciatore, tornò nel bresciano per intraprendere quella da allenatore, gestendo le giovanili del Club Azzurri, una società dilettantistica dei dintorni. Dopo alcuni successi nei campionati giovanili, diventò allenatore della prima squadra, che guidò fino a pochi giorni prima della sua morte.

## Palmarès

### Giocatore

#### Competizioni nazionali
- Campionato Interregionale: 1

Casale: 1985-1986 (girone A)
- Campionato italiano Serie C2: 1

Torres: 1986-1987 (girone A)